# Mirabella Imbaccari
Mirabella Imbaccari ist eine Stadt der Metropolitanstadt Catania in der Region Sizilien in Italien mit 4233 Einwohnern (Stand 31. Dezember 2023).

## Lage und Einwohner
Mirabella Imbaccari liegt 75 Kilometer westlich von Catania. Die Einwohner arbeiten hauptsächlich in der Landwirtschaft, in der Holzwirtschaft und im Handwerk. In der Vergangenheit sind sehr viele (1988 fast die Hälfte, also ca. 4.000 Personen) nach Deutschland gegangen, um als Gastarbeiter bzw. deren Familienangehörige hauptsächlich bei Daimler-Benz zu arbeiten. Dabei bildete Sindelfingen einen örtlichen Schwerpunkt in der Arbeitsmigration.
Die Nachbargemeinden sind Caltagirone und Piazza Armerina. Seit 2019 unterhält Mirabella Imbaccari eine Ortspartnerschaft zu der baden-württembergischen Gemeinde Schönaich.

## Geschichte
Der Ort entstand im späten Mittelalter. Bei dem Erdbeben 1818 wurde der Ort größerenteils zerstört und anschließend wieder aufgebaut.

## Sehenswürdigkeiten
- Kirche Maria delle Grazie, eine Kirche im barocken Stil
- Kirche del Sacro Cuore di Gesù